# Bataille de Lenino
Seconde Guerre mondiale
La bataille de Lenino est un engagement tactique de la Seconde Guerre mondiale ayant eu lieu les 12 et 13 octobre 1943, au nord du village de Lenino, dans la région de Moguilev en Biélorussie.
La bataille elle-même fait partie d'une opération offensive soviétique plus vaste Spas-Demensk dont le but est de débarrasser la rive orientale du Dniepr des forces allemandes et de percer la ligne de défense Panther-Wotan,. La bataille occupe une place importante dans l'histoire militaire polonaise, car elle fut l'un des premiers engagements majeurs des forces armées polonaises de l'Est,.
Même si les forces polonaises et soviétiques réussissent à percer les défenses allemandes et à infliger de lourdes pertes aux Allemands, elles seront incapables de maintenir leur avance. Un échec eu lieu dans la coopération des autres unités de l'Armée rouge et un manque de soutien d'artillerie ou de couverture aérienne rapprochée causé par la contre-attaque panzer de la Wehrmacht en cours contre la 10e armée de la Garde au nord de la 33e armée. La division est contrainte de prendre des positions défensives et reçoit l'ordre de tenir bon en raison de l'arrivée prévue dans son secteur du 6e corps de cavalerie de la Garde, chargé de percer la position défensive allemande.
Les secours n'arriveront cependant jamais ; après deux jours, la 1re division d'infanterie polonaise Tadeusz Kościuszko dénombre 25 % de pertes et doit se replier, tandis que les forces soviétiques restantes sont trop faibles pour élargir la percée obtenue.

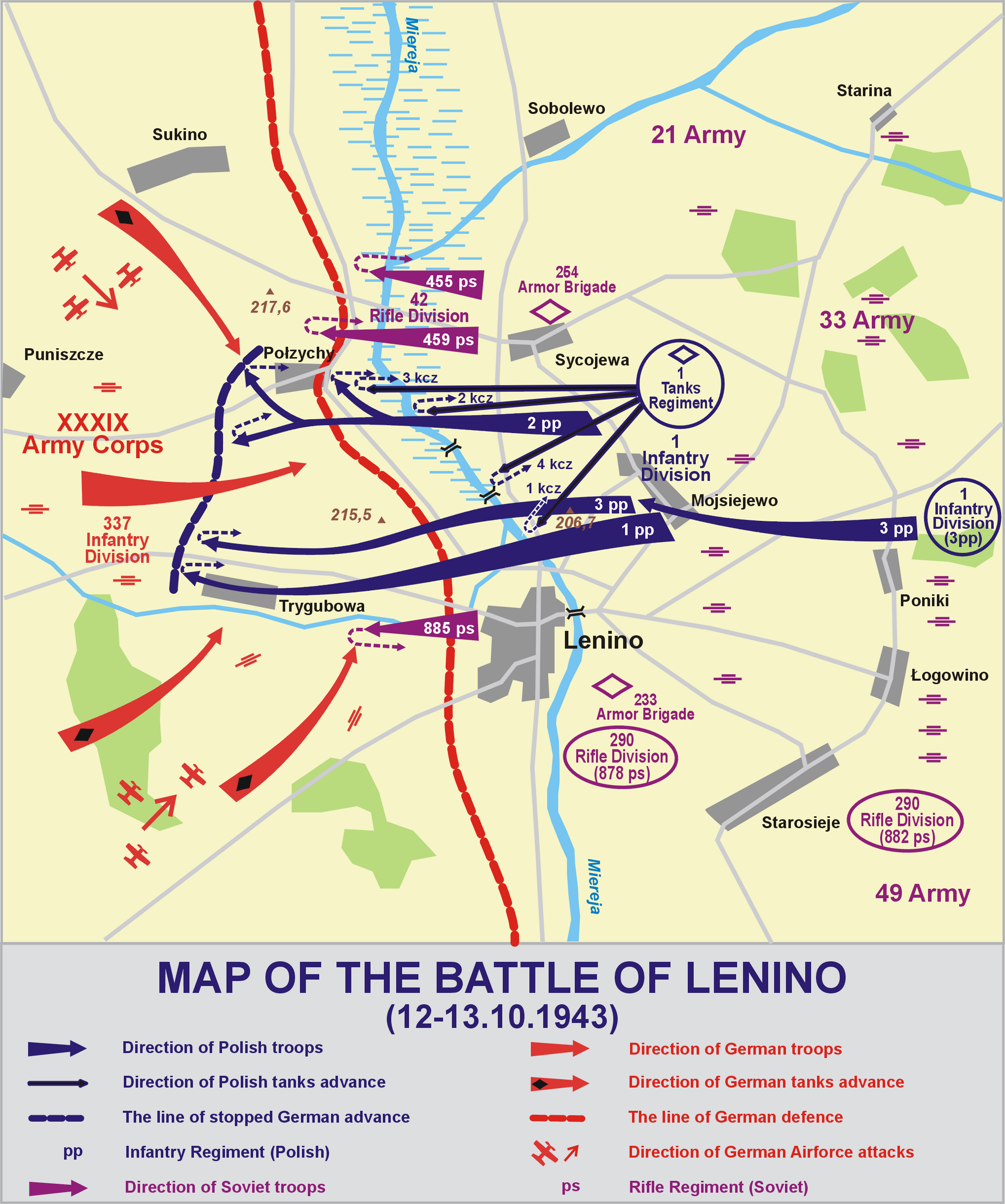
Carte de la bataille de Lenino.